# Maschiette e filosofi
Maschiette e filosofi (in originale inglese Flappers and Philosophers) è stata la prima raccolta di racconti di Francis Scott Fitzgerald, uscita nel 1920 presso le edizioni Scribner's di New York. Comprende, rivisti per la pubblicazione in libro dopo una prima stesura uscita su riviste, otto racconti:
- The Offshore Pirate (pubblicato in precedenza su "The Saturday Evening Post", 1º maggio 1920)
- The Ice Palace (ivi, 22 maggio 1920)
- Head and Shoulders (ivi, 19 febbraio 1920)
- The Cut-Glass Bowl (da "Scribner's Magazine", maggio 1920)
- Bernice Bobs Her Hair (da "The Saturday Evening Post", 1º maggio 1920)
- Benediction (da "The Smart Set", febbraio 1920)
- Dalyrimple Goes Wrong (ivi)
- The Four Fists (da "Scribner's Magazine", giugno 1920)

## Edizioni italiane
- Maschiette e filosofi a cura di Pietro Meneghelli, Roma: Newton Compton, 1996 ISBN 88-8183-527-4
- Filosofi e maschiette, trad. Luca Merlini, Firenze: Passigli, 2011 ISBN 978-88-368-1273-8